# Pacanowice (przystanek kolejowy)
Pacanowice – dawny przystanek osobowy w Pacanowicach, w gminie Pleszew, w powiecie pleszewskim, w woj. wielkopolskim, w Polsce. Położony na dawnej wąskotorowej linii kolejowej z Krotoszyna Wąskotorowego do Broniszewic. Został wybudowany w czasie II wojny światowej przez Niemców. W latach 70. XX wieku został rozebrany.